# Långtjärnen (Burträsks socken, Västerbotten, 715905-173969)
Långtjärnen är en sjö i Skellefteå kommun i Västerbotten och ingår i Bureälvens huvudavrinningsområde.